# كشوف جغرافية

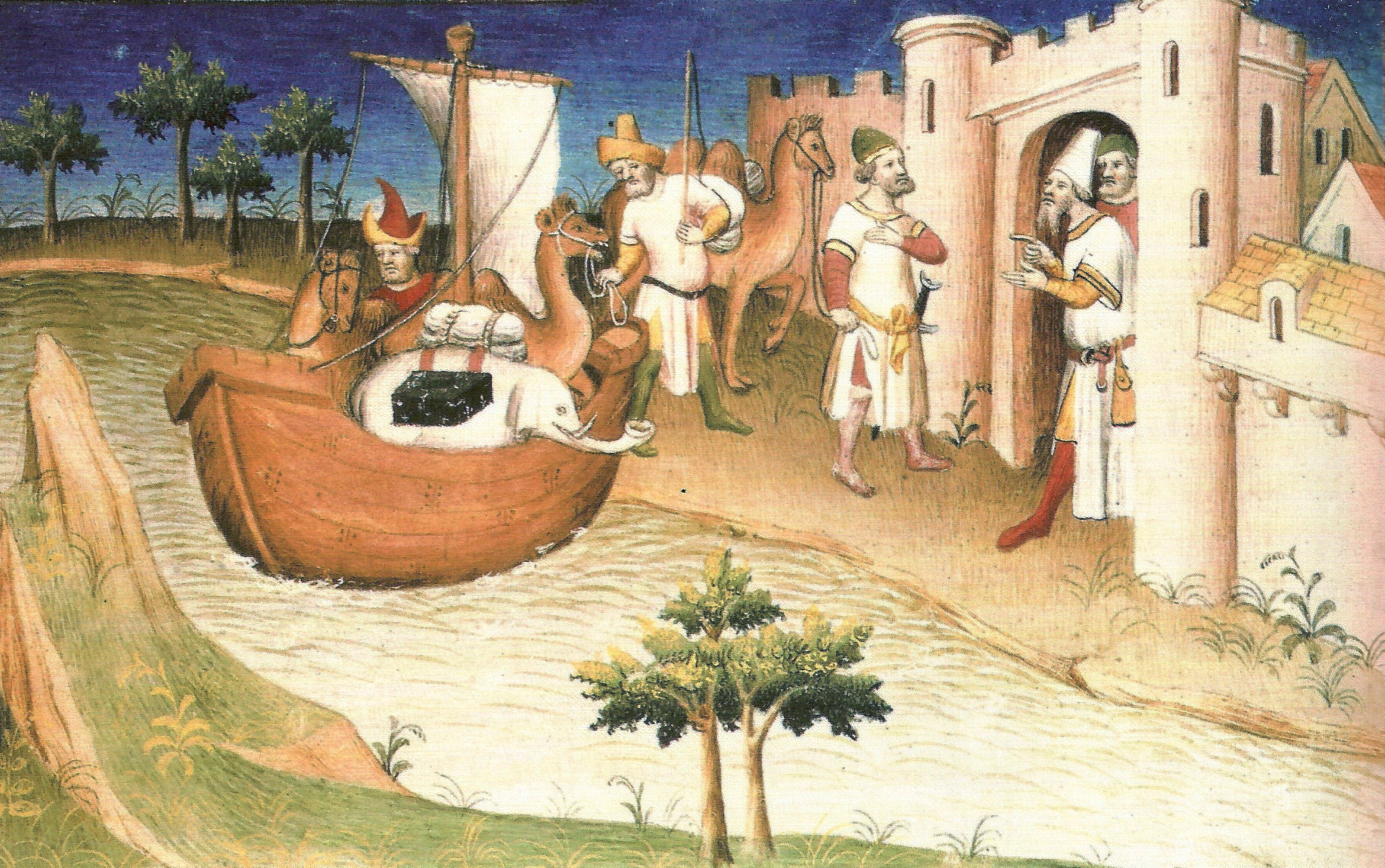
مارك بولو

الكشوف الجغرافية هي رحلات قام بها الاروبييون لاكتشاف العالم الجديد واستغلال الموارد. وقد أسفرت حركة الكشوف الجغرافية عن نتائج عديدة، كان لها آثار بالغة الأهمية في حياة أوروبا والعالم في العصر الحديث، فقد ساعد الاتصال بين أوروبا والعالم الجديد، على تقدُّم المعارف والعلوم، فقد فتحت الكشوف الجغرافية آفاقا واسعة أمام العلماء، لمزيد من البحث العلمي، وترتب على ذلك، تعديل كثير من النظريات التي سادت في أوروبا في العصور الوسطى، وظهور نظريات جديدة تدعوا إلى حرية البحث، واستخدام المنهج العلمي القائم على التجربة.

## دوافع الكشوف الجغرافية

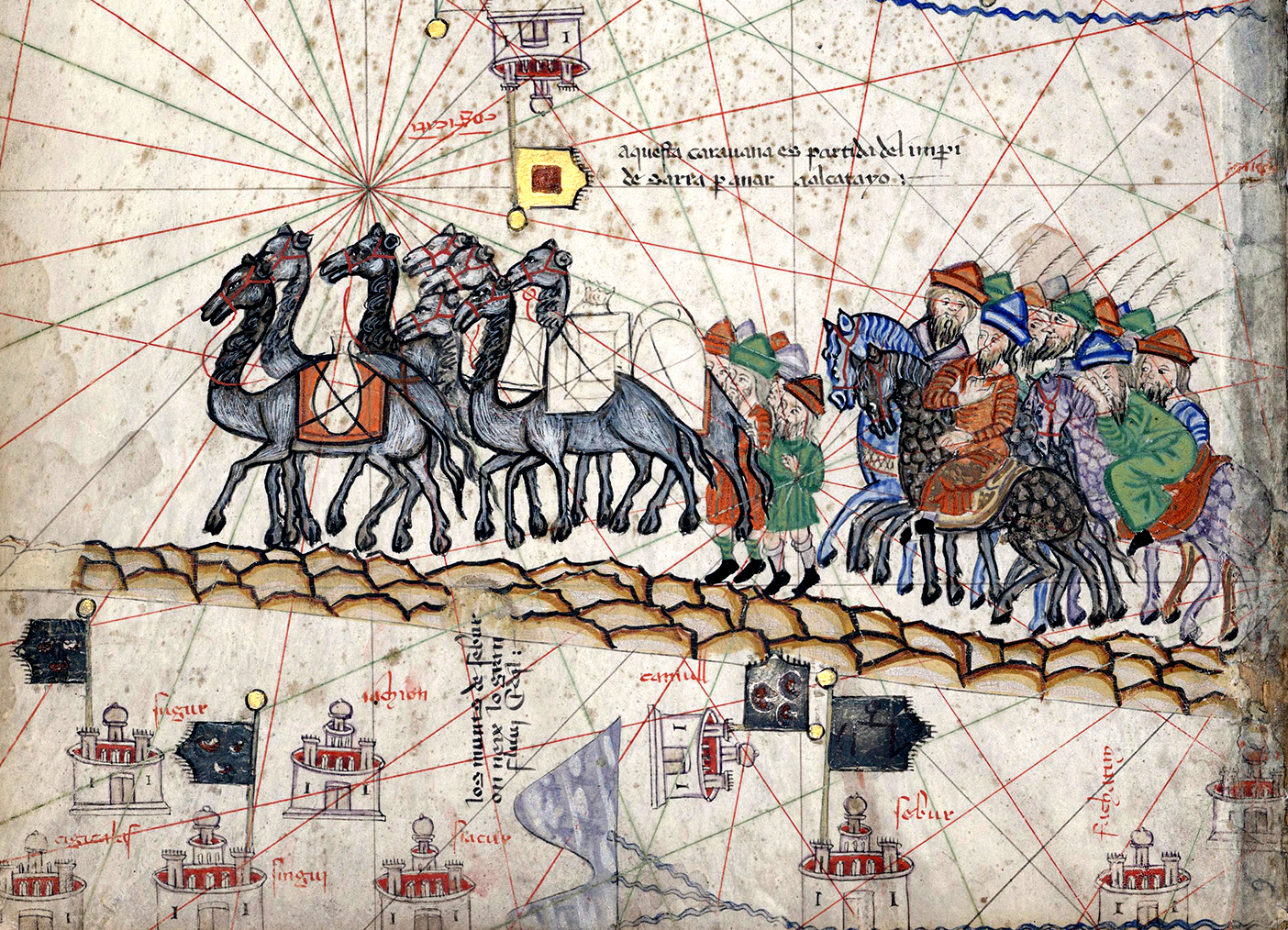
إحدى رحلات مارك بولو

### الدوافع الإقتصادية
لعبت العوامل الاقتصادية دوراً مهماً في دفع حركة الكشوف الجغرافية إلى الأمام، إذ حظي البحارة بتشجيع الحكومات كإسبانيا والبرتغال والتي لم يكن في وسعها حل مشاكلها الاقتصادية إلا بالعثور على طرق تجارية جديدة تمكنها من الحصول على بضائع آسيا. كذلك أسهمت حاجة أوروبا الشديدة إلى المعادن الثمينة كالذهب والفضة في دفع حركة الكشوف وذلك للخلاص من الأزمة الاقتصادية التي انتابتها خلال «القرن الخامس عشر» وكان من أبرز مظاهرها تضاؤل الإنتاج وانكماش المبادلات التجارية، وهبوط الأسعار.و الهدف الرئيسي هو تحقيق الربح التجاري والتخلص من الاحتكار الإسلامي.

### الدوافع السياسية والدينية
إن أطماع الحكومات الأوروبية في السيطرة وزيادة النفوذ وامتلاك المستعمرات في الأمكنة المكتشفة أدت إلى تنافس سياسي لاكتشاف مناطق جديدة استمر طيلة القرن السادس عشر. وقد كان للدوافع الدينية أيضا دور في حركة الكشوف الجغرافية فالبرتغال على سبيل المثال جعلت شعارها في هذه المرحلة ضرب قوة المسلمين في غرب أفريقيا وشواطئ الأطلسي والبحر الأبيض المتوسط. وقد حازت حركة الكشوف على اهتمام بالغ من قبل البابوية.
تقدم العلم في ذلك الوقت وخصوصا علم الفلك والرياضيات ورسم المصورات الجغرافية وصناعة السفن فقد صنعت السفينة المؤلفة من دفة متحركة وشراع مثلث وكانت مزودة ببوصلة وإسطرلاب فغدت السفن أشد مقاومة لمخاطر المحيطات وأكثر توغلا في الاتجاهات المخالفة للرياح من السفن القديمة التي كانت تعتمد في سيرها على المجداف سنة 1480.

## حركة الكشوف الجغرافية

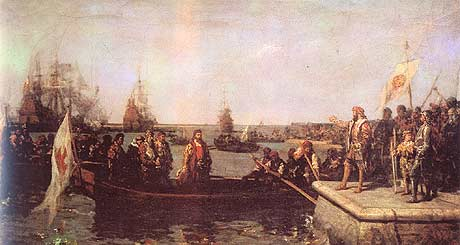
رحلة فاسكودي غاما

### كشوف برتغالية
في مطلع القرن الخامس عشر، تمكن الملاحون في البرتغال من اكتشاف سواحل أفريقيا الغربية، وتم بناء مراكز وقلاع حربية وتجارية، كما حققت البرتغال أرباحا طائلة من خلال نقل الأفريقيين إلى أوروبا، وبيعهم في أسواق العبيد، وتتابعت الرحلات سنة بعد أخرى، إلى أن تمكن الملاح «دياز» من بلوغ «رأس الرجاء الصالح» في أقصى جنوب أفريقيا عام 1488م، وبعد ذلك بأعوام قلائل، وبالتحديد في 1497م اجتاز الملاح البرتغالي «فاسكو دا غاما» رأس الرجاء الصالح، حيث التقى بالملاح العُماني «أحمد بن ماجد» الذي أرشده إلى جنوب غرب الهند.وفي العام ذاته، حقق البرتغاليون كشفا جديدا، حين تمكن الملاح «فيسبوتشي» من الوصول إلى البرازيل، وكانت هذه الكشوف فاتحة استعمار جشع، وقبل أن يكتشف البرتغاليون أمريكا الجنوبية بخمس سنوات. 
- رحلات الملاح الأمير هنري البرتغالي المولع بالبحر: وقد اتجهت جنوباً نحو إفريقيا قاصدة الهند والصين ووصلت إلى السنغال في منتصف القرن الخامس عشر.
- رحلة بارثولوميو دياز: وقد اتجهت جنوباً نحو أفريقيا بهدف الوصول إلى الهند والصين.
- رحلة فاسكو دا غاما: وقد اتجهت جنوباً نحو افريقياثم شرقاً قاصدة الهند والصين.
- رحلة أمريكو فسبوتشي: وقد اتجهت غربًا قاصدة الهند والصين عن طريق الدوران حول الأرض.

### كشوف إسبانية
تمكن الإسبانيون بواسطة القبطان «كريستوفر كولمبس» من الوصول إلى إحدى جزر البهاما في البحر الكاريبي، حيث أطلق عليها اسم «سان سلفادور»، وغادر الجزيرة ليمر على كوبا وهايتي، حاملا معه أنواعا من الطيور والحيوانات والحاصلات الزراعية وعديدا من الهنود من سكان أمريكا الوسطى. وتمكن امريكو فسبوتشي من الوصول إلى سواحل أمريكا الجنوبية وسميت باسمه (أمريكا) وتمكن الإسبان أيضا، بواسطة الملاح ماجلان، اجتياز الطرف الجنوبي من أمريكا الجنوبية، ليصل من هناك إلى المحيط الهادي، ومن ثم إلى جزر الفلبين.

### كشوف فرنسية
كما قام الفرنسيون بعد ذلك، باللحاق مركب الكشوف الجغرافية، فاتجه ملاحوها إلى أمريكا الشمالية، حيث أسسوا في كندا مدينتي «كويبك» و«مونتريال»

### كشوف إنجليزية
بعد نجاح محاولة البرتغاليين والاسبان تشجع البريطانيين فقاد الرحالة «جون كابوت» باكتشاف أستراليا وحققت إنجلترا إنجازات مهمة في حركة الكشوف، حيث تحركوا في اتجاه أمريكا الشمالية وأمريكا الوسطى، وأنشأوا شركة ال هند الشرقي-الإنجليزية، التي سهلت لهم سيطرتهم على الهند.
كما تعد بعثة القطب الجنوبي البريطانية أول مشروع بريطاني في عصر البطولات لاستكشاف القطب الجنوبي، والبعثة الرائدة للرحلات الأكثر شهرة التي قام بها روبرت فالكون سكوت وإرنست شاكلتون. كان خلالها بورشغرفنك مقتنعًا بأن موقع كيب أدير مع مستعمرات طيور البطريق الضخمة التي توفر إمداد جاهزة من الطعام الطازج والدهون، يمكن أن يكون بمثابة قاعدة أساسية لبعثة مستقبلية أثناء الشتاء بهدف استكشاف المناطق الداخلية في القارة القطبية الجنوبية.
وقد اشترط نيونس أن تبحر بعثة بورشغرفنك تحت العلم البريطاني وأن تحمل اسم«بعثة القطب الجنوبي البريطانية». وافق بورشغرفنك على هذه الشروط بكل سهولة، على الرغم من وجود بحارين اثنين بريطانيين فقط من أعضاء البعثة بالكامل. وقد سبَّب هذا كله المزيد من الغضب من جهة ماركهام إذ قام فيما بعد بتوبيخ هيو روبرت، أمين مكتب جمعية (آر جي إس)، لحضوره إطلاق بعثة صليب الجنوب. وقد هاجم روبرت بنجاح تلك الحملة، واصفًا إياها بأنها «عار على الطموح البشري» وذلك لأنه ثمَّة أجزاء من الأرض لم يحاول الإنسان الوصول إليها قطّ. وأعرب عن أمله أيضًا في أن يتم رفع هذا العار من خلال «المعاملة السخية التي أبداها السير جورج نيونس إلى جانب شجاعة السيد بورشغرفنك.

## نتائج الكشوف الجغرافية
استطاعت الكشوف الجغرافية أن تقضي على الأزمات الاقتصادية التي كانت تعاني منها أوروبا في ذلك الوقت وقلبت رأسا على عقب المقاييس الاقتصادية والاجتماعية والسياسية والدينية. فقد انتعشت طبقة البرجوازية التجارية التي عملت على هدم ما تبقى من النظم الإقطاعية وامتيازات النبلاء واتضح ذلك فيما بعد بقيام الثورة الفرنسية سنة 1789م. كذلك أدى الانتعاش الاقتصادي إلى ظهور الإنتاج الرأسمالي الضخم. وأصبحت الصناعة منذ ذلك الوقت القطاع المهيمن في عملية الإنتاج. وقد أسهمت الكشوف في توسع التبادل التجاري في العالم وأدت إلى استعمال النقد المصرفي (الشيكات). كمانتقلت التجارة إلى البحار الغربية والجنوبية وضعفت أهمية البحر الأبيض المتوسط وموانئه ففقدت إيطاليا ومدنها الزعامة التجارية وحلت محلها دول أوروبا الغربية. 
وكان من نتائج الكشوف الجغرافية تقدم العلوم الجغرافية أيضا. فتم إثبات كروية الأرض واكتشفت أمكنة كانت مجهولة من قبل ولم يبقى سوى اكتشاف المناطق القطبية. كذلك تقدمت سائر العلوم خصوصا علم النبات بسبب معرفة أنواع جديدة من المزروعات وعلم الاجتماع نتيجة للاحتكاك بالشعوب الجديدة فنشأت مفاهيم جديدة قائمة على هذا الاطلاع ومارس الأوروبيون تجارة الرقيق التي استمرت ثلاثة قرون نقل خلالها إلى الأماكن المكتشفة ما يقارب 12 مليون من الأرقاء. 
وعلى الصعيد الديني بذل المستعمرون الأوروبيون جهدهم في نشر المسيحية بين السكان الأصليين في البلاد التي حلوا فيها. ولعل أهم النتائج التي أسفرت عنها الكشوف الجغرافية هي قيام الحروب الضارية بين دول أوروبا نتيجة للمنافسة الشديدة على استعمار الأراضي المكتشفة وحماية السلع المستوردة وبحثا عن أسواق جديدة لتصريف المصنوعات التي شهدت نموا عظيما وأدت إلى تجميع ثروات ضخمة. كل ذلك جعل الدول المستعمرة تستخدم أبشع الأساليب والطرق الوحشية في معاملة الشعوب المستعمرة.

## وصلات خارجية
- حركة الكشوف الجغرافية، ضمن كتاب أصول التاريخ الأوربي الحديث، أشرف صالح، ط1، دار ناشري: الكويت 2009.